# جائزة النمسا الكبرى 2014
جائزة النمسا الكبرى 2014 (بالإنجليزية: 2014 Austrian Grand Prix)‏ هو سباق فورمولا 1 أقيم بتاريخ 22 يونيو 2014 في ستيفن سبيلبرغ، شتايرمارك، النمسا. كان الثامن من أصل 19 في بطولة العالم لسباقات الفورمولا واحد موسم 2014. حلّ الألماني نيكو روسبيرغ أولا بينما جاء البريطاني لويس هاملتون في المركز الثاني وحصل على المركز الثالث الفنلندي فالتيري بوتاس.